# 狙击手：幽灵战士3
《狙击手：幽灵战士3》是由波兰CI Games公司开发的一款第一人称射击游戏。《狙击手：幽灵战士3》是一个发生在被内战的鲜血染红的土地上，关于友情，信仰与背叛的故事。玩家是置身于格鲁吉亚的美国狙击兵，所处的位置靠近俄罗斯边界，以终极现代军旅神射手的身份深入敌后。玩家将在一个严酷而开放的世界里履行使命。本作延续了系列一贯强调的拟真狙击体验，环境条件、呼吸控制、射击姿势与子弹选择都会影响射击的轨迹。由于采用了开放世界的设定，诸如天气变幻、昼夜更替等也会对战场产生影响。枪械种类更加繁多，玩家也根据个人风格进行改装，而近年来军事题材游戏中频繁出现的无人机设备也没有缺席。

## DLC
- 莉蒂亞的逃亡（The Escape of Lydia）